# Jorge Arrate

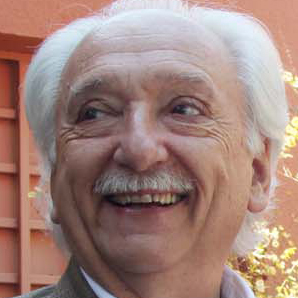
Jorge Arrate

Jorge Felix Arrate MacNiven (* 1. Mai 1941 in Santiago de Chile) ist ein chilenischer Politiker. Er ist der Führer der vereinigten Linken in Chile und war Kandidat der kommunistischen Partei Chiles für die Präsidentschaftswahl 2009. Zwischen 1992 und 1999 amtierte er als Minister unter den Präsidenten Patricio Aylwin und Eduardo Frei Ruiz-Tagle. Dabei war er zunächst Bildungs-, später Arbeitsminister und schließlich von 1998 bis 1999 Regierungssprecher im Rang eines Ministers.

## Leben und Werk
Arrate begann 1958 an der Universidad de Chile ein Studium der Wirtschaftswissenschaften, das er 1964 abschloss. Im Anschluss konnte er ein Stipendium für die Harvard University bekommen. Dieses Studium beendete er mit einem MBA. Er begann eine Dissertation für einen Ph.D. an der Universität Chile, die er aber nicht beendete. Nach dem Putsch in Chile 1973 und der Machtübernahme Augusto Pinochets floh Arrate außer Landes. In dieser Zeit war Arrate Vorsitzender des Komitees der Exilchilenen. Er lebte bis 1987 im Exil in Ost-Berlin, Rom und Rotterdam. Arrate gilt als Kritiker der Wirtschaftspolitik Augusto Pinochets. Insbesondere die Ideen und Vorstellungen der Chicago Boys und Miguel Kast kritisierte er als sozial unausgewogen.
Nach seiner Zeit in der Regierung übte er von 2000 bis 2003 das Amt des chilenischen Botschafters in Argentinien aus. 2007 verkündete er, dass sich die Zeit des Parteibündnisses Concertación dem Ende zuneigen würde; 2009 trat er aus der Kommunistischen Partei aus. Er trat als Kandidat des außerparlamentarischen Linksbündnisses Juntos Podemos Más bei der Präsidentschaftswahl 2009 an. In seinen Forderungen folgte er den Vorbildern der linken lateinamerikanischen Regierungen: Er setzte sich für eine Neugründung des chilenischen Staates ein, was eine neue Verfassung nötig machen würde. Zudem verlangte er eine vollständige Verstaatlichung des Kupfers, Chiles wichtigstes Exportgut. Indem er das Outsourcing an Zwischenfirmen verbietet, wollte er die Recht der Arbeiterschaft stärken. Ebenso wie seine Konkurrenten Eduardo Frei Ruiz-Tagle und Marco Enríquez-Ominami räumte er den Themen Bildung und Gesundheit Vorrang ein, blieb in seinen Forderungen allerdings vage. Als einziger der vier Präsidentschaftskandidaten sprach er sich klar für eine Demilitarisierung des südlichen Chiles aus.
Arrate, der als krasser Außenseiter galt, erzielte im ersten Wahlgang lediglich 6,21 Prozent der Stimmen und landete damit auf dem vierten Platz. Die beiden verbliebenen Kandidaten Eduardo Frei und Sebastián Piñera buhlten anschließend um seine Anhänger. Arrate selbst tendierte eher zu Frei, wollte ihm allerdings keinen „Blankoscheck“ ausstellen und zeigte sich offen für Gespräche mit ihm.